# Chałmat Dżałałow
Chałmat Dżałałow (ros. Халмат Джалалов, ur. 20 kwietnia 1921 we wsi Chanabad w powiecie namangańskim w obwodzie fergańskim, zm. ?) – radziecki wojskowy, starszy sierżant.

## Życiorys
Urodził się w uzbeckiej rodzinie chłopskiej. Skończył 10 klas szkoły w rodzinnej wsi, pracował w kołchozie. W grudniu 1941 został powołany do Armii Czerwonej, od początku 1942 uczestniczył w wojnie z Niemcami. Od lata 1943 walczył w 264 pułku na Froncie Woroneskim, we wrześniu został ciężko ranny. Od końca 1943 walczył w składzie 55 Brygady Pancernej 3 Gwardyjskiej Armii Pancernej na 1 Froncie Ukraińskim, brał udział w bitwie o Dniepr, operacji żytomiersko-berdyczowskiej, proskurowsko-czerniowieckiej, lwowsko-sandomierskiej, wiślańsko-odrzańskiej, dolnośląskiej, berlińskiej i praskiej. W walkach o Prawobrzeżną Ukrainę na początku marca 1944 zabił 20 niemieckich żołnierzy, w walkach o Starokonstantynów zabił 7 żołnierzy, za co został odznaczony medalem. W końcu lipca 1944 wyróżnił się w walkach o Knażewo i Kulików, gdzie zabił łącznie 40 żołnierzy wroga, w tym 2 oficerów. 19 stycznia 1945 brał udział w walkach o Wieluń, a następnego dnia o Rybnik, gdzie wraz z dowodzonym przez siebie oddziałem zmotoryzowanego batalionu karabinów maszynowych odpierał niemieckie kontrataki i zadał Niemcom duże straty. W kwietniu 1945 wyróżnił się podczas operacji berlińskiej. W październiku 1945 został zdemobilizowany. Od 1945 należał do WKP(b).

## Odznaczenia
- Order Wojny Ojczyźnianej I klasy (11 marca 1985)
- Order Sławy I klasy (27 czerwca 1945)
- Order Sławy II klasy (9 kwietnia 1945)
- Order Sławy III klasy (13 sierpnia 1944)
- Medal „Za Odwagę” (dwukrotnie, 17 października 1943 i 14 lipca 1944)
- Medal „Za zdobycie Berlina”
- Medal „Za wyzwolenie Pragi”

I inne.